# Artemis (album)
Artemis – piąty album studyjny amerykańskiej skrzypaczki Lindsey Stirling, wydany 6 września 2019.

## Lista utworów
Wszystkie utwory pojawiają się na iTunes
| 1       | Underground                             | 4:24  |
| 2.      | Artemis                                 | 3:53  |
| 3.      | Til the Light Goes Out                  | 4:46  |
| 4.      | Between Twilight                        | 4:19  |
| 5.      | Foreverglow                             | 3:58  |
| 6.      | Love Goes On and On (featuring Amy Lee) | 4:06  |
| 7.      | Masquerade                              | 3:21  |
| 8.      | Sleepwalking                            | 3:47  |
| 9.      | Darkside                                | 4:07  |
| 10.     | The Upside                              | 3:47  |
| 11.     | Guardian                                | 3:20  |
| 12.     | Aurora                                  | 3:35  |
| 13      | The Upside (featuring Elle King)        | 3:48  |
| Długość | Długość                                 | 51:11 |

### Edycja rozszerzona[3]
| 14      | Embers       | 3:38  |
| 15      | Torch Bringe | 3:55  |
| Długość | Długość      | 58:44 |